# Llibre d'Isaïes
El llibre d'Isaïes és un llibre de la Bíblia, concretament de l'Antic Testament, que s'inclou dins els anomenats Llibres profètics. En les Bíblies cristianes es troba entre l'Eclesiastès (últim dels Llibres sapiencials) i Jeremies.

## Contingut
Els continguts podrien descriure's de la següent manera:
- Primera part:
  - Notícies biogràfiques (Is. 6:1-13; 8:1-4; 7:1-16 i 20:1-6)
  - Promeses i amenaces contra el regne de Judà (Caps. 1-12)
  - Oracles contra pobles estrangers (13-23)
  - Profecies apocalíptiques sobre el Judici Final (24-27)
  - Més amenaces (28-33)
  - La secció anomenada "Petit Apocalipsi" (34-35)

- Segona part:
  - Primera secció: promeses per als exiliats de Babilònia poc abans que el rei Cir el Gran els deixés tornar a la seva pàtria (40-55) i càntics del Servent de Jehovà
  - Segona secció: promeses pel poble de Sió i reconstrucció del Temple de Jerusalem (55-66).[1]

Els oracles que es conserven de la predicació d'Isaïes estan recollits a la primera part del llibre, els capítols 1-39, i després es van afegir materials més tardans que són els que componen les dues altres parts del llibre.

## Autoria
Tradicionalment el llibre ha estat atribuït al profeta Isaïes com a autor de tota l'obra. En la mateixa introducció ens parla de la Visió d'Isaïes, fill d'Amós...

### Tres autors

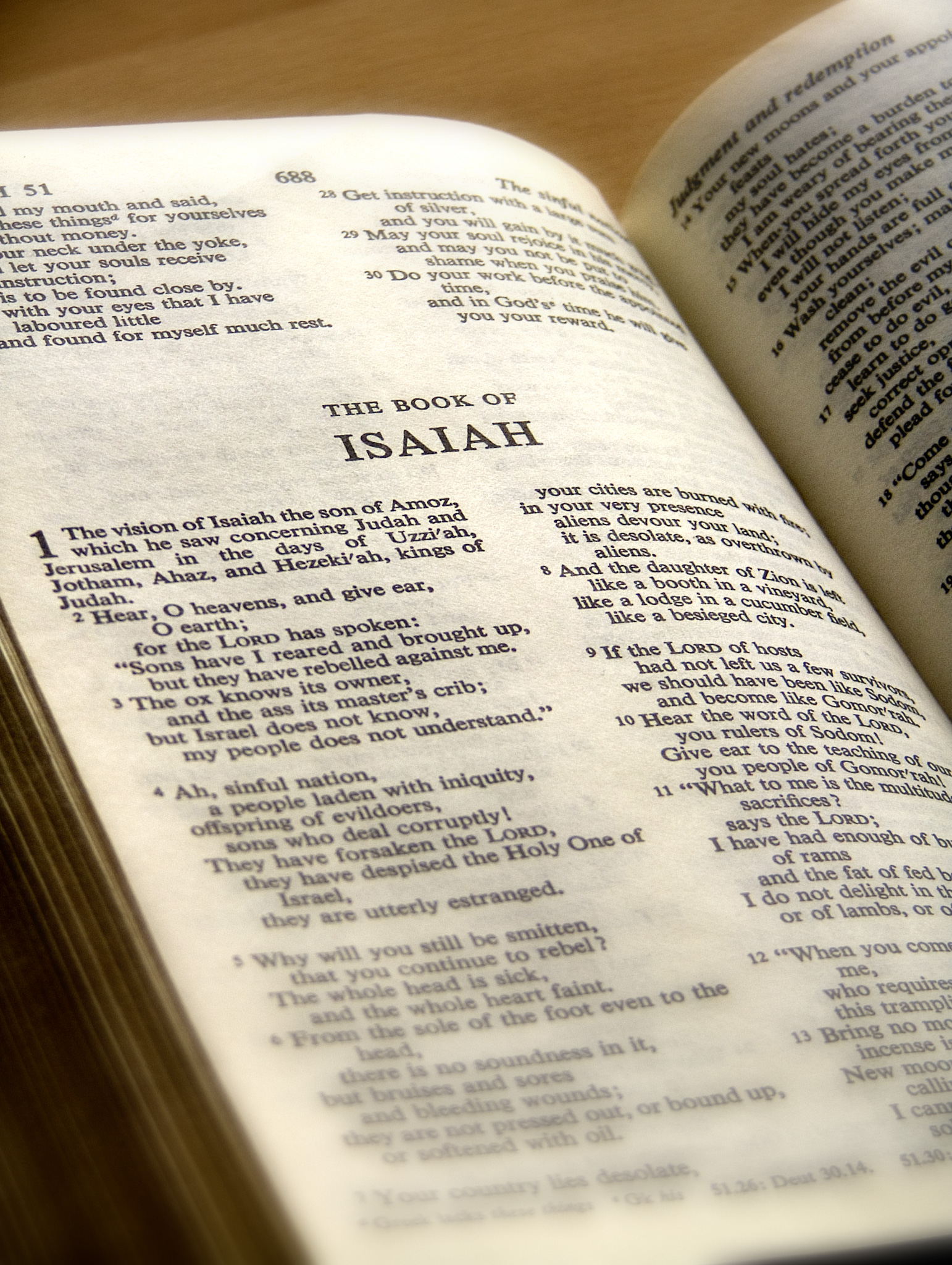
El llibre d'Isaïes en una bíblia anglesa

Segons els estudiosos moderns, el Llibre d'Isaïes, llarg i complex com és, no pot haver estat escrit d'una tirada. Consideren evident que l'obra es va formar al llarg de molts anys, com a parts provinents de temps i llocs molt diferents.
Nombrosos crítics creuen que el llibre no fou escrit per un sol autor, sinó per tres. A falta de noms, divideixen el llibre en tres:
- El primer autor com a Proto-Isaïes,
- El segon com a Deutero-Isaïes i
- El tercer Trito-Isaïes.

La primera part del llibre o Proto-Isaïes, és obra d'un poeta i està escrita amb estil brillant, precisió, composició harmoniosa i imatges noves. Els crítics coincideixen que aquest autor va redactar amb tota seguretat els capítols 1 a 12, 15 a 24 i 33-35, en tant que es discuteix sobre l'autoria de la resta del llibre. Els capítols 36-39 estan escrits en tercera persona i possiblement van ser redactats per deixebles del primer autor. També podrien ser afegits posteriors els capítols 13 i 14, 24 a 27 i 33 a 35.
La segona part del llibre o Deutero-Isaïes, capítols 44-55, és molt diferent a la resta.
El tercer Isaïes o Trito-Isaïes, és probablement un autor post-exili i se li atribueixen especialment els capítols 56, 68 i 66 (després del 538 aC).
Certs crítics consideren la introducció i les autobiografies (en primera persona) que no pertanyen a cap dels tres escriptors, sinó que poden haver estat afegides per un redactor post exili. Alguns passatges es consideren apòcrifs.

## Entorn polític
El poble d'Israel estava en el segle viii aC atrapat entre les dues grans potències de l'època: Babilònia i Egipte. Era un país petit i dèbil que feia de tap entre les dues grans esferes dominants.
Per sort totes dues estaven en decadència. D'altra banda, un gran poder estava emergint en l'escenari geopolític de l'Àsia del 700 aC: l'imperi assiri. Sargon II havia saquejat totes les civilitzacions circumdants i poc faltava perquè es proclamés "Senyor del Món". Ara, les úniques barreres entre Assíria i el gran Egipte eren els petits regnes independents d'Edom, Moab, Damasc, Samaria… i Judà.
El profeta Isaïes volia influir en la política internacional. Enemic dels egipcis, va ser partidari de mantenir l'aliança amb els assiris quan un sector de la societat hebrea volia associar-se amb el faraó.

## Textos polèmics

### Isaïes 7:14
Un text molt discutit entre jueus i cristians és Isaïes 7:14, la Versió Septuaginta es dona com una profecia profecia futura de la vinguda d'Emmanuel. Per contra, en el text masorètic de la Tanakh hebrea aquest fet està narrat en passat.

### Isaïes 40:22
Alguns grups fonamentalistes bíblics veuen proves d'inspiració divina en el fet que alguns dels principis de la ciència moderna foren registrats per aquest llibre, avanç que els científics els confirmessin experimentalment. Per exemple:
- La rodonesa de la terra (Isaïes 40,22), "Hi ha Un que viu per damunt del cercle de la terra"
- La quasi infinita extensió de l'univers sideral (Isaïes 55,9)

Per altres autors com Carl Sagan, aquestes teories ja eren conegudes pels antics grecs, com per exemple: 
- Tales de Milet (635 aC - 545 aC) considerava que la terra era una esfera
- Aristarc de Samos ja defensava que la terra era un planeta que orbitava el Sol.[3]
- Eratòstenes va calcular que la circumferència de la terra era de 40.000 quilòmetres.[4]